# یواس‌اس فلاندر (اس‌اس-۲۵۱)
یواس‌اس فلاندر (اس‌اس-۲۵۱) (به انگلیسی: USS Flounder (SS-251)) یک زیردریایی بود که طول آن ۳۱۱ فوت ۹ اینچ (۹۵٫۰۲ متر) بود. این زیردریایی در سال ۱۹۴۳ ساخته شد.